# İlham Yadullayev
İlham Yadullayev (17 settembre 1975) è un ex calciatore azero, di ruolo difensore.

## Carriera

### Club
Ha sempre giocato nella massima serie del proprio paese con varie squadre, tranne un'esperienza nella seconda serie iraniana e un'altra nel campionato ucraino, a cavallo degli anni 2002-2004.

### Nazionale
Debutta nel 1998 con la Nazionale azera, giocando 36 partite fino al 2004.